# Summer Bummer
Summer Bummer (englisch für „Sommer-Rumtreiber“ oder auch „Sommer-Gammler“) ist ein Lied der US-amerikanischen Popsängerin Lana Del Rey, in Kooperation mit den beiden US-amerikanischen Rappern A$AP Rocky und Playboi Carti. Das Stück ist die vierte Singleauskopplung aus ihrem fünften Studioalbum Lust for Life.

## Entstehung und Artwork
Geschrieben wurde das Lied gemeinsam von Jordan Carter (Playboi Carti), Lana Del Rey, Andrew Joseph Gradwohl Jr., Rakim Mayers (ASAP Rocky), Matthew Samuels, Jahaan Sweet und Tyler Williams. Produziert wurde die Single durch Boi 1da (Matthew Samuels) und Jahaan Sweet, als ausführende Produzenten („Executive Producer“) standen ihnen Del Rey und Rick Nowels zur Seite. Arrangiert wurde das Stück unter der Leitung von Hector Delgado, Kieron Menzies, Dean Reid und Trevor Yasuda. Das Mastering tätigte Adam Ayan, das Abmischen erfolgte durch Menzies und Reid. Programmierungsarbeiten, wie unter anderem die Programmierung der Synthesizer, erfolgten durch T-Minus. Aufgenommen wurde das Stück im Record Plant in Los Angeles (Vereinigte Staaten) und in den Hampstead Studios in London (Vereinigtes Königreich). Die Single wurde unter den Musiklabels Interscope Records und Polydor veröffentlicht und durch 1damentional Publishing, A$AP Rocky Music Publishing, Sony/ATV Music Publishing, Sony/ATV Songs LLC & Warner-Tamerlane Publishing, Stellar Songs und The Sweet Life vertrieben.
Auf dem Cover der Maxi-Single ist – neben Künstlernamen und Liedtitel – der Oberkörper Del Reys, während der Abenddämmerung vor dem Hintergrund einer Stadt, zu sehen. Sie trägt ein schwarzes Shirt und lutscht an einem Lutscher. Das Artwork und die Fotografie entstammt, wie schon bei zahlreichen Del-Rey-Projekten zuvor, wieder von Neil Krug. Bei der Bearbeitung erhielt er Unterstützung von Mat Maitland.

## Veröffentlichung und Promotion
Am 3. Juni 2017 veröffentlichte Del Rey mit den Worten „We made a lot of good ones but I think we picked the best ones for the record“ (englisch für „Wir haben eine Menge guter Stücke geschrieben und ich denke wir haben die Besten für die Platte ausgewählt“) erstmals einen Teaser zu Summer Bummer auf Instagram. Das Stück feierte am 12. Juli 2017 in der Radioshow des britischen DJs MistaJam auf dem Radiosender BBC Radio 1 sowie in Zane Lowes Radioshow Beats 1 seine Weltpremiere. Die Erstveröffentlichung der Single erfolgte zwei Tage später als Download am 14. Juli 2017.

## Hintergrund
Bei Summer Bummer handelt es sich bereits um die zweite musikalische Zusammenarbeit zwischen Del Rey und A$AP Rocky. Ebenfalls für Lust for Life nahmen die beiden das Stück Groupie Love auf. Ebendieses wurde ebenfalls als Download-Single, einen Tag vor Summer Bummer, am 13. Juli 2017 veröffentlicht. Im Vergleich zu Summer Bummer feierte Groupie Love keine nennenswerten Charterfolge in offiziellen Hitparaden.
In der Vergangenheit arbeiteten Del Rey und Rocky schon des Öfteren zusammen. Im Jahr 2012 hatte Rocky einen Auftritt als John F. Kennedy in Del Reys Musikvideo zu National Anthem. Im selben Jahr entstand auch das gemeinsame Lied Ridin’. Das Stück sollte ursprünglich auf dem Mixtape Follow the Leaders von The KickDrums erschienen, jedoch entschied man sich aufgrund eines Leaks das Stück nicht zu veröffentlichen.

## Inhalt
| Abschnitt  | Interpret             | Stil       |
| ---------- | --------------------- | ---------- |
| 1. Strophe | Del Rey, Carti, Rocky | Gesang/Rap |
| Refrain    | Del Rey, Carti, Rocky | Gesang/Rap |
| 2. Strophe | Carti, Rocky          | Rap        |
| Refrain    | Del Rey, Carti, Rocky | Gesang/Rap |
| 3. Strophe | Del Rey               | Gesang     |
| Bridge     | Del Rey, Rocky        | Gesang/Rap |
| Refrain    | Del Rey, Carti, Rocky | Gesang/Rap |
| Outro      | Del Rey               | Gesang     |

Der Liedtext zu Summer Bummer ist in englischer Sprache verfasst; ins Deutsche übersetzt bedeutet der Titel etwa „Sommer-Rumtreiber“ oder auch „Sommer-Gammler“. Die Musik und der Text wurden gemeinsam von Playboi Carti, Lana Del Rey, Andrew Joseph Gradwohl Jr., Rakim Mayers (ASAP Rocky), Matthew Samuels, Jahaan Sweet und Tyler Williams verfasst. Musikalisch bewegt sich das Lied im Bereich des Raps und der Popmusik. Das Tempo beträgt 135 Schläge pro Minute. Als Instrumentalisten sind Andrew Joseph Gradwohl Jr. (Synthesizer), Rick Nowels (Synthesizer), Zac Rae (Cembalo), Matthew Samuels (Bassgitarre und Schlagzeug), Jahaan Sweet (Klavier) und T-Minus (Bass und Cello) zu hören.
Aufgebaut ist das Stück auf drei Strophen, einem Refrain, einer Bridge sowie einem Outro. Summer Bummer beginnt mit der ersten Strophe die von Del Rey gesungen und von Playboi Carti gerappt wird, Rocky ist lediglich im Hintergrund zu hören. Auf die erste Strophe folgt erstmals der Refrain. Dieser folgt dem gleichen Prinzip wie die erste Strophe. Die zweite Strophe wird von Carti und Rocky gerappt. Erneut folgt der Refrain. Nach dem zweiten Refrain erfolgt ein reiner Gesangsteil Del Reys in der dritten Strophe. Auf die besagte Strophe folgte eine Bridge in der Del Rey von Rocky unterstützt wird. Es folgt ein letzter Refrain sowie ein von Del Rey gesungenes Outro.
| “Hip-hop in the summer, (What? what? what?) don’t be a bummer, babe. (What? what? yeah?) Be my undercover lover, babe, hmm. (What? what? what? what? what? what? yeah. What? what? what?) High tops in the summer, (Summer, what? what? what?) don’t be a bummer, babe. (Summer, what? what? what?) Be my undercover lover, babe, hmm. (What? what? what? what? what?)” – Refrain, Originalauszug | „Hip-Hop im Sommer, (Was? was? was?) sei kein Gammler, Baby. (Was? was? klar!) sei mein geheimer Liebhaber, Baby, hmm. (Was? was? what? was? was? was? klar! Was? was? was?) High-Tops im Sommer, (Was? was? was?) sei kein Gammler, Baby. (Was? was? klar!) sei mein geheimer Liebhaber, Baby, hmm. (Was? was? what? was? was? was? klar! Was? was? was?)“ – Refrain, Übersetzung |

## Mitwirkende
| Liedproduktion - Adam Ayan: Mastering - Jordan Carter (Playboi Carti): Komponist, Liedtexter, Rap - Lana Del Rey: Ausführender Produzent, Gesang, Komponist, Liedtexter - Hector Delgado: Arrangement - Andrew Joseph Gradwohl Jr.: Komponist, Liedtexter, Synthesizer - Rakim Mayers (ASAP Rocky): Komponist, Liedtexter, Rap - Kieron Menzies: Abmischung, Arrangement - Rick Nowels: Ausführender Produzent, Synthesizer - Zac Rae: Cembalo - Dean Reid: Abmischung, Arrangement - Matthew Samuels/Boi 1da: Bassgitarre, Komponist, Liedtexter, Musikproduzent, Schlagzeug - Jahaan Sweet: Klavier, Komponist, Liedtexter, Musikproduzent - Tyler Williams (T-Minus): Bass, Cello, Komponist, Liedtexter, Programmierung (Synthesizer) - Trevor Yasuda: Arrangement | Visualisierung (Cover) - Neil Krug: Artwork, Fotograf - Mat Maitland: Editing Unternehmen - 1damentional Publishing: Vertrieb - A$AP Rocky Music Publishing: Vertrieb - Hampstead Studios: Tonstudio - Interscope Records: Musiklabel - Polydor: Musiklabel - Record Plant: Tonstudio - Sony/ATV Music Publishing: Vertrieb - Sony/ATV Songs LLC & Warner-Tamerlane Publishing: Vertrieb - Stellar Songs: Vertrieb - The Sweet Life: Vertrieb |

## Rezensionen
Toni Hennig vom deutschsprachigen Online-Magazin laut.de vergab für das Album Lust for Life fünf von möglichen fünf Sternen. In Summer Bummer nehme man die „Beats“ langsam und entschleunigt wahr. Die „Rap-Parts“ von Playboy Carti und A$ap Rocky erscheinen ihm zunächst gewöhnungsbedürftig. Hennig ist der Meinung, dass der Hörer wegen der „rauchigen“ und „lasziven“ Stimme Del Reys keine Berührungsängste haben müsse.
Stephan Müller vom deutschsprachigen Online-Magazin plattentests.de vergab sieben von zehn Punkten für das Album. Die Leidenschaft verstecke sich darauf gerne in morbider Romantik, abgesehen von Summer Bummer, dies beschrieb er als „Urlaubs-Fick“.
Chris Richards von der Washington Post beschrieb Summer Bummer als narkotischstes Stück von Lust for Life. Es sei eine Art Wiederholung von Del Reys Hit Summertime Sadness, es sei nur etwas „sinnträchtiger“ als sein Vorgänger.

## Kommerzieller Erfolg

### Chartplatzierungen
Summer Bummer erreichte im Vereinigten Königreich Rang 81 der Singlecharts und konnte sich zwei Wochen in den Charts platzieren. In Deutschland konnte sich die Single lediglich an einem Tag in den Tagesauswertungen der deutschen iTunes-Charts platzieren, wo sie Rang 99 erreichte.
Für Del Rey als Interpretin ist Lust for Life der 19. Charterfolg im Vereinigten Königreich. Als Autorin ist es ihr 18. Charterfolg in den britischen Charts. Für Rocky ist es der neunte Charterfolg als Interpret und der achte als Autor im Vereinigten Königreich. Carti erreichte erstmals die britischen Singlecharts.
Samuels erreichte in seiner Tätigkeit als Autor oder Produzent zum zwölften Mal die Singlecharts im Vereinigten Königreich. Für Williams als Autor ist Summer Bummer der siebte Charterfolg in den britischen Charts. Die beiden Autorn Andrew Joseph Gradwohl Jr. und Jahaan Sweet erreichten erstmals die britischen Singlecharts.
| ChartsChartplatzierungen     | Höchstplatzierung | Wochen |
| ---------------------------- | ----------------- | ------ |
| Vereinigtes Königreich (OCC) | 81 (2 Wo.)        | 2      |

### Auszeichnungen für Musikverkäufe
Am 24. November 2021, vier Jahre nach der Erstveröffentlichung, wurde Summer Bummer mit einer Goldenen Schallplatte für 500.000 verkaufte Einheiten in den Vereinigten Staaten ausgezeichnet, obwohl sich das Lied nicht in den Billboard Hot 100 platzieren konnte.

| Land/Region               | Auszeichnungen für Musikverkäufe (Land/Region, Auszeichnung, Verkäufe) | Verkäufe |
| ------------------------- | ---------------------------------------------------------------------- | -------- |
| Australien (ARIA)         | Gold                                                                   | 35.000   |
| Vereinigte Staaten (RIAA) | Gold                                                                   | 500.000  |
| Insgesamt                 | 2× Gold ·                                                              | 535.000  |

Hauptartikel: Lana Del Rey/Auszeichnungen für Musikverkäufe